# Vincent Delacour
Vincent-Conrad-Félix Delacour (* 25. März 1808 in Paris; † 28. März 1840 ebenda) war ein französischer Komponist.
Delacour studierte ab 1822 am Pariser Konservatorium Harfe bei François Naderman und Harmonielehre bei Victor Dourlen, später Kontrapunkt bei François-Joseph Fétis. 1827 unterbrach Delacour sein Studium am Konservatorium, um nach Italien und später nach Deutschland zu reisen, wo er in Berlin Harfenist am Königlichen Theater wurde.
Nach seiner Rückkehr nach Paris studierte er ab 1833 am Konservatorium Komposition bei Henri Montan Berton. 1835 nahm er am Wettbewerb um den Prix de Rome teil und gewann mit der Kantate Achille den Ersten Second Grand Prix.
Man glaubte fälschlicherweise, dass gemeinsam mit Charles Chaulieu gab Delacour die Zeitschrift Le Pianiste, journal spécial, analytique et instructif heraus (eigentlich war es Jules Delacour). Neben einer Anzahl von Romanzen sind von ihm ein dreistimmiges O Salutaris und ein Ave Verum für vier Stimmen und Orgel bekannt.